# شاه‌پروانه‌های چیتوریا
شاه‌پروانه‌های چیتوریا(نام علمی: Chitoria) نام یک سرده از تیره فرچه‌پایان است.